# Политов, Василий Георгиевич
Василий Георгиевич Политов (1928, село Ачква, АССР Аджаристан, ССР Грузия — 1982, село Ачква, Кобулетский район, Аджарская АССР, Грузинская ССР) — звеньевой колхоза «Красный Октябрь» Кобулетского района, Аджарская АССР, Грузинская ССР. Герой Социалистического Труда (1949).

## Биография
Родился в 1928 году в крестьянской семье в селе Ачква. По национальности грек. После окончания местной школы с начала 1940-х годов трудился в колхозе имени Сталина Кобулетского района. В послевоенные годы — звеньевой комсомольско-молодёжного звена в этом же колхозе.
В 1948 году звено под его руководством собрало в среднем с каждого гектара по 8102 килограммов сортового чайного листа с площади 2 гектара. Указом Президиума Верховного Совета СССР от 29 августа 1949 года удостоен звания Героя Социалистического Труда за «получение высоких урожаев сортового зелёного чайного листа и цитрусовых плодов в 1948 году» с вручением ордена Ленина и золотой медали «Серп и Молот» (№ 4673).
Этим же указом званием Героя Социалистического Труда были награждены председатель колхоза Христофор Авраамович Мерициди, агроном Христофор Авраамович Куртов и звеньевой колхоза Иван Демьянович Куртов.
После выхода на пенсию проживал в родном селе Ачква. Умер в 1982 году. Похоронен на местном сельском кладбище.